# Мелітопольська міська рада
Меліто́польська міська́ ра́да — адміністративно-територіальна одиниця та орган місцевого самоврядування у Запорізькій області. Адміністративний центр — місто обласного значення Мелітополь.

## Загальні відомості
Мелітопольська міська рада утворена в 1923 році.
- Територія ради: 49,66 км²
- Населення ради: 155 864 особи (станом на 1 вересня 2015 року)[1]
- Територією ради протікають річки Молочна, Тащенак.

## Населені пункти
Міській раді підпорядковані населені пункти:
- м. Мелітополь

## Склад ради
Рада складається з 42 депутатів та голови.
- Голова ради: Мінько Сергій Анатолійович
- Секретар ради: Бєльчев Максим Павлович

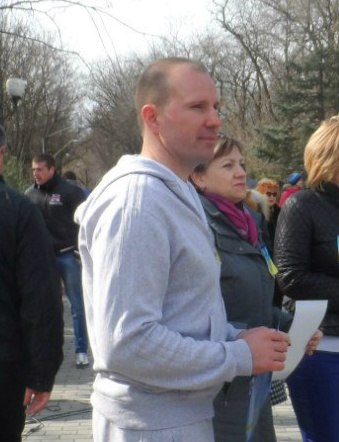
Сергій Мінько

### Керівний склад попередніх скликань
| ПІБ                        | Основні відомості                                                       | Дата обрання | Дата звільнення |
| -------------------------- | ----------------------------------------------------------------------- | ------------ | --------------- |
| Сичов Дмитро Вікторович    | Міський голова, 1972 року народження, член Партії регіонів              | 26.03.2006   | 20.08.2010      |
| Вальтер Сергій Георгійович | Міський голова, 1958 року народження, освіта вища, член Партії регіонів | 31.10.2010   | 25.02.2015      |
| Мінько Сергій Анатолійович | Міський голова, 1973 року народження, освіта вища                       | 25.10.2015   |                 |

Примітка: таблиця складена за даними сайту Верховної Ради України

### Депутати
За результатами місцевих виборів 2015 року депутатами ради стали:

#### За суб'єктами висування
| Суб'єкт висування            | Кількість обраних депутатів | %     |
| ---------------------------- | --------------------------- | ----- |
| Опозиційний блок             | 21                          | 50.0  |
| БПП «Солідарність»           | 8                           | 19.05 |
| «Самопоміч»                  | 6                           | 14.29 |
| Партія ветеранів Афганістану | 4                           | 9.52  |
| Політична партія «Наш край»  | 3                           | 7.14  |